# Де-Босьєс
Де-Босьєс (нід. De Bosjes) — селище в нідерландській провінції Гелдерланд. Входить до муніципалітету Бюрен. Наразі у селищі нараховується близько 10 будинків.